# Джек Ма
Ма Юнь (кит. упр. 马云, пиньинь Mǎ Yún; род. 10 сентября 1964, Ханчжоу, Чжэцзян, Китай), более известный как Джек Ма, — китайский предприниматель, миллиардер и основатель Alibaba Group. Первый бизнесмен из материкового Китая, чьё фото было опубликовано на обложке журнала Forbes. По состоянию на 2022 год его состояние оценивается в 23,4 миллиарда долларов.

## Биография

### Ранние годы
Родился в городе Ханчжоу провинции Чжэцзян в семье музыкантов; семья происходила из уезда Шэнсянь. В раннем возрасте решил изучать английский язык и регулярно ездил на велосипеде в близлежащий отель, где разговаривал с иностранцами. Для совершенствования своих разговорных навыков выступал в роли бесплатного гида по городу для туристов.
Трижды провалил вступительные экзамены в колледж. В 1988 году окончил Ханчжоуский педагогический университет, получив степень бакалавра гуманитарных наук по английскому языку. Работал преподавателем английского языка и международной торговли в Ханчжоуском институте электронной промышленности, зарабатывая по 12—15 долларов в месяц. В начале 1990-х годов длительное время пытался устроиться на любую работу и впоследствии отмечал, что не смог стать «даже помощником менеджера в ресторане сети KFC».

### Карьера
В 1995 году отправился как переводчик в составе торговой делегации в Сиэтл, где один из друзей продемонстрировал ему Всемирную паутину. Поскольку попытки найти что-нибудь о Китае через поисковую систему Yahoo! показали, что нужная информация отсутствовала полностью, Ма, до этого совершенно не знакомый с компьютером, решил открыть свою интернет-компанию и при помощи жены и друга собрал необходимый стартовый капитал в две тысячи долларов. Компанию, занимавшуюся созданием веб-сайтов, Ма назвал «Китайские жёлтые страницы». Впоследствии вспоминал: «В день, когда мы подключились к Интернету, я пригласил к себе друзей. Мы три часа ждали, пока загрузится полстраницы. В ожидании мы выпивали, смотрели телевизор, играли в карты. Но я был так горд. Я доказал (своим гостям), что Интернет существует». Из-за крайне стеснённого финансового положения офис компании располагался в квартире Ма. Через три года выручка фирмы составила 5 млн юаней (около 800 тысяч долларов).
С 1998 по 1999 год возглавлял Китайский международный центр электронной торговли, являвшийся одним из подразделений Министерства внешней торговли и экономического сотрудничества. В 1999 году ушёл с госслужбы и с 17 друзьями основал компанию Alibaba Group, задуманную как площадка для торгов малых и средних предприятий. Для основания фирмы потребовалось 60 тысяч долларов. Название было выбрано по причине лёгкости произношения на любом языке и распространённой ассоциации со сказкой про сокровища.
В период с октября 1999 по январь 2000 года Alibaba получила венчурные инвестиции общей суммой 25 млн долларов, но продолжала нести убытки. Полоса неудач закончилась после того, как компания разработала систему, позволяющую экспортёрам из Китая находить клиентов в США. В 2002 году прибыль компании составила один доллар, после чего начала расти высокими темпами.
В период 2003—2005 годов Ма основал компании Taobao (китайский аналог eBay), Alipay и Ali Mama. После крупного успеха Taobao (в 2006 году eBay был вынужден закрыть своё китайское подразделение из-за нерентабельности) и последовавшего взлёта акций Taobao eBay предложил Ма выкупить у него этот бизнес, но тот отказался, так как хотел сохранить контроль над компанией. Вместо этого Ма заручился поддержкой основателя Yahoo, Джерри Янга, который инвестировал в Alibaba 1 млрд долларов. В ноябре 2012 года выручка «Alibaba» превысила 1 трлн юаней.
В 2013 году оставил пост президента компании, но до сентября 2020 года оставался председателем совета директоров.
В сентябре 2014 года было объявлено о том, что Alibaba готовится к размещению акций на Нью-Йоркской фондовой бирже. В официальном пресс-релизе компании говорилось, что она планирует привлечь 1 млрд долларов, но реальные инвестиции значительно превысили эти ожидания: Alibaba привлекла 25 млрд долларов, став самым успешным IPO в истории.

## Взгляды
Выступает за то, чтобы сотрудники его компаний работали с 9 утра до 9 вечера 6 дней в неделю, то есть суммарно 72 часа в неделю, утверждая, что невозможно добиться успеха без дополнительных усилий.
Является активным борцом за сохранение природы. В 2009 году по его решению Alibaba запретила продажи продуктов из акульих плавников на всех своих коммерческих платформах. В 2010 году, после ухода с поста президента Alibaba, Ма стал председателем Китайского совета по защите природы. Тогда же объявил о том, что Alibaba будет отчислять 0,3 % от годовой выручки на различные программы по охране окружающей среды, в частности, на программы по улучшению качества воды и воздуха.
По информации газеты «Жэньминь жибао», Ма — член Коммунистической партии Китая.
В октябре 2020 года Джек Ма резко раскритиковал финансовую систему Китая и выступил за её реформирование. Китайским властям не понравилось такое поведение миллиардера и они вступили в конфликт с Alibaba Group.

## Личная жизнь
В конце 1980-х женился на однокурснице Чжан Вэй. В браке родилось двое детей: сын Ма Юанькун и дочь Ма Юаньбао.

## Достижения
- Включён в десятку «лучших бизнес-лидеров года» по версии Китайского центрального телевидения (2004)[24];
- Включён в «25 наиболее могущественных бизнесменов в Азии» по версии журнала Fortune (2005);
- «Бизнесмен года» по версии Businessweek (2007)[25];
- Включён в «30 лучших CEO в мире» согласно Barron’s (2008)[26];
- Включён в «100 самых влиятельных людей в мире» по версии журнала Time[9] (2009 и 2014);
- Включён в список «самых могущественных людей Китая» журналом Businessweek (2009)[27];
- Включён в «10 самых уважаемых предпринимателей Китая» по версии Forbes China (2009);
- Получил звание «Героя филантропии Азии» в 2010 от Forbes Asia за помощь бедным и пострадавшим от стихийных бедствий[28];
- Почётный доктор наук (Гонконгский университет науки и технологии, 2013)[29];
- Стал 30-м в списке «самых могущественных людей в мире» по версии Forbes (2014)[30].